# Offenbach-Buchrain
Buchrain ist ein Stadtteil der südhessischen Großstadt Offenbach am Main. Er ist neben elf weiteren Stadtteilen Juli 2019 aus dem bis dahin stadtteilfreien Bereich gebildet worden.
In diesem Stadtteil lebten im Juni 2020 circa 4300 Menschen.

## Lage
Buchrain liegt langgestreckt an der südwestlichen Flanke Offenbachs und bildet dort die Grenze zur Nachbarstadt Frankfurt am Main sowie im Süden zu Neu-Isenburg. Nördlich bildet die Strecke der Frankfurt-Bebraer Eisenbahn die Grenze zu Westend. Östlich liegen von Nord nach Süd die Stadtteile Senefelderquartier, Musikerviertel, Lauterborn sowie Rosenhöhe.

## Infrastruktur

### Bildung
In Buchrain befindet sich der Neubau der Leibnizschule. Die in den 1970er Jahren errichtete Anlage beherbergt die Unterrichtsräume der Mittel- und Oberstufe sowie den Sportplatz der Schule. Der Altbau befindet sich in Westend.

### Verkehr
Auf dem Gebiet Buchrains verläuft im Westen in Nord-Süd-Richtung die BAB 661. Am südlichen Ende des Stadtteils liegt das Offenbacher Kreuz sowie ein kurzes Stück der BAB 3. Im Osten des Quartiers verläuft weitgehend parallel zur BAB 661 die Landesstraße 3001, welche unter anderem mit Fechenheim und Neu-Isenburg verbindet. In West-Ost-Richtung passiert die Bundesstraße 43 das Quartier. Hierüber ist Buchrain an das Fernstraßennetz angebunden.
Buchrain wird im Öffentlichen Personennahverkehr von Stadtbuslinien der Offenbacher Verkehrs-Betriebe erschlossen. Die Trasse der Frankfurt-Bebraer Eisenbahn verläuft durch Buchrain, hat hier jedoch keinen Haltepunkt. Zurückgebaut ist die Industriebahn Offenbach, welche bis 1993 durch das Quartier fuhr.